# Локални избори у Србији 2024.
Локални избори у 89 градова и општина у Србији су се одржали 2. јуна 2024. године.
Председница Скупштине Србије Ана Брнабић расписала је изборе у 66 градова и општина. Поред тога избори су расписани и у 17 београдских, пет нишких општина и пожаревачкој општини Костолац.
Поред 66 локалних самоуправа где су избори одржани 17. децембра 2023, избори неће бити одржани ни у Неготину, Мионици, Прешеву, Зајечару и Косјерићу (одржани 2021. године), Бору, Кладову, Мајданпеку, Лучанима, Смедеревској Паланци, Сечњу, Аранђеловцу, Књажевцу, Кули, Бајиној Башти, Севојну, Медвеђи и Дољевцу (одржани 2022. године).

## Резултати

### Војводина

#### Западнобачки округ
У овом округу локални избори су се одржали у граду Сомбору и општинама Апатин и Оџаци.

##### Град Сомбор
| Назив странке, коалиције или појединца | Назив странке, коалиције или појединца | Гласови | %      | Мандати |
| -------------------------------------- | --- | ------- | ------ | ------- |
|                                        | Александар Вучић–Сомбор сутра (Српска напредна странка, Социјалистичка партија Србије, Социјалдемократска партија Србије, ПУПС - Солидарност и правда, Српска радикална странка, Покрет социјалиста) | 20.706  | 68,57  | 42      |
|                                        | Бирам Сомбор без насиља (Демократска странка, Зелено-леви фронт, Демократска заједница војвођанских Мађара, Покрет слободних грађана, Ново лице Србије, Народни покрет Србије)                       | 5.825   | 19,29  | 11      |
|                                        | Савез војвођанских Мађара | 1.954   | 6,47   | 4       |
|                                        | Демократски савез Хрвата у Војводини | 735     | 2,43   | 2       |
| Група грађана Стоп лудилу              | Група грађана Стоп лудилу | 976     | 3,23   | 2       |
| Укупно                                 | Укупно | 30.196  | 100,00 | 61      |
|                                        | |         |        |         |
| Важећи листићи                         | Важећи листићи | 30.196  | 97,24  |         |
| Неважећи листићи                       | Неважећи листићи | 857     | 2,76   |         |
| Укупно гласова                         | Укупно гласова | 31.053  | 100,00 |         |
| Регистровани бирачи/излазност          | Регистровани бирачи/излазност | 70.910  | 43,81% |         |
| Извор: ГИК                             | |         |        |         |

#### Севернобачки округ
У овом округу локални избори су се одржали у граду Суботици и општинама Бачка Топола и Мали Иђош.

##### Град Суботица
| Назив странке, коалиције или појединца | Назив странке, коалиције или појединца | Гласови | %      | Мандати |
| -------------------------------------- | --- | ------- | ------ | ------- |
|                                        | Александар Вучић–Суботица сутра (Српска напредна странка, Социјалистичка партија Србије, Социјалдемократска партија Србије, ПУПС - Солидарност и правда, Српска странка Заветници, Српска радикална странка, Покрет социјалиста) | 25.893  | 51,29  | 35      |
|                                        | Савез војвођанских Мађара | 13.777  | 27,29  | 19      |
|                                        | Суботица против насиља - Бирам Суботицу - Нела Тонковић (Демократска странка, Народни покрет Србије, Лига социјалдемократа Војводине, Зелено-леви фронт, Демократска заједница Хрвата)                                           | 7.721   | 15,29  | 10      |
|                                        | За праведну Суботицу! (Демократски савез Хрвата у Војводини, Странка правде и помирења) | 2.182   | 4,32   | 3       |
| Група грађана За културну Суботицу     | Група грађана За културну Суботицу | 913     | 1,81   | 0       |
| Укупно                                 | Укупно | 50.486  | 100,00 | 67      |
|                                        | |         |        |         |
| Важећи листићи                         | Важећи листићи | 50.486  | 96,23  |         |
| Неважећи листићи                       | Неважећи листићи | 1.976   | 3,77   |         |
| Укупно гласова                         | Укупно гласова | 52.462  | 100,00 |         |
| Регистровани бирачи/излазност          | Регистровани бирачи/излазност | 125.457 | 41,83% |         |
| Извор: ГИК                             | |         |        |         |

#### Јужнобачки округ
У овом округу локални избори су се одржали у граду Новом Саду и општинама Бач, Бачка Паланка, Бачки Петровац, Беочин, Бечеј, Врбас, Жабаљ, Сремски Карловци, Србобран, Тител и Темерин.

##### Град Нови Сад
| Назив странке, коалиције или појединца | Назив странке, коалиције или појединца | Гласови | %      | Мандати |
| -------------------------------------- | --- | ------- | ------ | ------- |
|                                        | Александар Вучић–Нови Сад сутра (Српска напредна странка, Социјалдемократска партија Србије, ПУПС — Солидарност и правда, Здрава Србија, Српска радикална странка, Покрет социјалиста, Српска странка Заветници) | 87.791  | 53,72  | 45      |
|                                        | Удружени за слободан Нови Сад (Нова демократска странка Србије, Покрет обнове Краљевине Србије, Странка слободе и правде, Народни покрет Србије, Демократска странка, Србија центар, Покрет слободних грађана, Зелено-леви фронт, Еколошки устанак – Ћута, Покрет за преокрет, Социјалдемократска странка, Група грађана Браво, Војвођани - Лига социјалдемократа Војводине, Удружени синдикати Србије „Слога“) | 40.541  | 24,81  | 21      |
|                                        | Крени-промени | 16.723  | 10,23  | 8       |
|                                        | Група грађана Хероји–Миша Бачулов | 6.332   | 3,87   | 3       |
|                                        | Савез војвођанских Мађара | 2.062   | 1,26   | 1       |
|                                        | Волим Нови Сад (Српски покрет Двери, Народна странка, Живим за Србију) | 1.747   | 1,07   | 0       |
|                                        | Доста је било | 1.467   | 0,90   | 0       |
|                                        | Група грађана Сасвим друга прича | 1.461   | 0,89   | 0       |
| Покрет Аутономија                      | Покрет Аутономија | 1.386   | 0,85   | 0       |
|                                        | Руска странка | 1.223   | 0,75   | 0       |
|                                        | Група грађана Истина–Ивана Вујасин | 1.063   | 0,65   | 0       |
|                                        | Група грађана ГАРИ | 717     | 0,44   | 0       |
|                                        | Група грађана Ћале ово је за тебе | 565     | 0,35   | 0       |
| Словачка демократска лига              | Словачка демократска лига | 359     | 0,22   | 0       |
| Укупно                                 | Укупно | 163.437 | 100,00 | 78      |
|                                        | |         |        |         |
| Важећи листићи                         | Важећи листићи | 163.437 | 97,84  |         |
| Неважећи листићи                       | Неважећи листићи | 3.610   | 2,16   |         |
| Укупно гласова                         | Укупно гласова | 167.047 | 100,00 |         |
| Регистровани бирачи/излазност          | Регистровани бирачи/излазност | 339.223 | 49,27% |         |
| Извор: ГИК                             | |         |        |         |

#### Севернобанатски округ
У овом округу локални избори су се одржали у граду Кикинди и општинама Ада, Кањижа, Нови Кнежевац, Сента и Чока.

##### Град Кикинда
| Назив странке, коалиције или појединца                   | Назив странке, коалиције или појединца | Гласови | %      | Мандати |
| -------------------------------------------------------- | --- | ------- | ------ | ------- |
|                                                          | Александар Вучић–Кикинда сутра (Српска напредна странка, Социјалистичка партија Србије, Социјалдемократска партија Србије, ПУПС—Солидарност и правда, Српска радикална странка, Покрет социјалиста, Српска странка Заветници)                                                                             | 15.507  | 68,15  | 28      |
|                                                          | Коалиција Изабери промену–Уједињена опозиција Кикинде–Мирко Шоћ (Војвођани - Лига социјалдемократа Војводине, Странка слободе и правде, Покрет обнове Краљевине Србије, Народни покрет Србије, Српски покрет Двери, Социјалдемократска странка, Србија центар, Демократска заједница војвођанских Мађара) | 3.388   | 14,89  | 6       |
|                                                          | Коалиција Бирам борбу! Бирам Кикинду (Демократска странка, Зелено-леви фронт, Покрет слободних грађана) | 1.774   | 7,80   | 3       |
|                                                          | Савез војвођанских Мађара | 1.415   | 6,22   | 2       |
| Група грађана Кикинда против насиља–Милорад Мики Алексић | Група грађана Кикинда против насиља–Милорад Мики Алексић | 669     | 2,94   | 0       |
| Укупно                                                   | Укупно | 22.753  | 100,00 | 39      |
|                                                          | |         |        |         |
| Важећи листићи                                           | Важећи листићи | 22.753  | 97,03  |         |
| Неважећи листићи                                         | Неважећи листићи | 696     | 2,97   |         |
| Укупно гласова                                           | Укупно гласова | 23.449  | 100,00 |         |
| Регистровани бирачи/излазност                            | Регистровани бирачи/излазност | 46.880  | 50,03% |         |
| Извор: ГИК                                               | |         |        |         |

#### Средњобанатски округ
У овом округу локални избори су се одржали у граду Зрењанину и општинама Житиште, Нова Црња и Нови Бечеј.

##### Град Зрењанин
| Назив странке, коалиције или појединца | Назив странке, коалиције или појединца | Гласови | %      | Мандати |
| -------------------------------------- | --- | ------- | ------ | ------- |
|                                        | Александар Вучић–Зрењанин сутра (Српска напредна странка, Социјалдемократска партија Србије, ПУПС—Солидарност и правда, Српска радикална странка, Покрет социјалиста, Српска странка Заветници, Српска напредна странка)                                                                                 | 27.103  | 57,98  | 41      |
|                                        | И вода и слобода–НАДА–Уједињена опозиција Зрењанина (Странка слободе и правде, Нова демократска странка Србије, Покрет слободних грађана, Покрет обнове Краљевине Србије, Промене у фокусу, Покрет за преокрет ,Социјалдемократска странка, Удружени синдикати Србије „Слога”, Група грађана Буди херој) | 8.015   | 17,15  | 12      |
|                                        | Зрењанин против насиља–Бирамо Зрењанин (Демократска странка, Зелено-леви фронт, Војвођани - Лига социјалдемократа Војводине, Заједно, Народни покрет Србије, Ново лице Србије, Србија центар) | 6.506   | 13,92  | 9       |
|                                        | Ми — Снага народа | 2.383   | 5,10   | 3       |
|                                        | Савез војвођанских Мађара | 1.644   | 3,52   | 2       |
| Укупно                                 | Укупно | 45.759  | 100,00 | 67      |
|                                        | |         |        |         |
| Важећи листићи                         | Важећи листићи | 45.651  | 97,67  |         |
| Неважећи листићи                       | Неважећи листићи | 1.091   | 2,33   |         |
| Укупно гласова                         | Укупно гласова | 46.742  | 100,00 |         |
| Регистровани бирачи/излазност          | Регистровани бирачи/излазност | 99.463  | 47,01% |         |
| Извор: ГИК                             | |         |        |         |

#### Јужнобанатски округ
У овом округу локални избори су се одржали у градовима Панчеву и Вршац и општинама Алибунар, Бела Црква, Ковачица, Ковин, Опово и Пландиште.

##### Град Панчево
| Назив странке, коалиције или појединца | Назив странке, коалиције или појединца | Гласови | %      | Мандати |
| -------------------------------------- | --- | ------- | ------ | ------- |
|                                        | Александар Вучић–Панчево сутра (Српска напредна странка, Социјалистичка партија Србије, Социјалдемократска партија Србије, ПУПС — Солидарност и правда, Српска радикална странка, Српска странка Заветници) | 33.188  | 67,01  | 49      |
|                                        | Панчево против насиља–Бирам борбу (Народни покрет Србије, Демократска странка, Зелено-леви фронт, Војвођани - Лига социјалдемократа Војводине, Покрет слободних грађана)                                    | 7.921   | 15,99  | 11      |
| Група грађана Група Панчево            | Група грађана Група Панчево | 6.420   | 12,96  | 9       |
|                                        | Панчево–-Борба против насиља (Покрет обнове Краљевине Србије, Народна странка) | 1.183   | 2,39   | 0       |
|                                        | Савез војвођанских Мађара | 815     | 1,65   | 1       |
| Укупно                                 | Укупно | 49.527  | 100,00 | 70      |
|                                        | |         |        |         |
| Важећи листићи                         | Важећи листићи | 49.527  | 96,93  |         |
| Неважећи листићи                       | Неважећи листићи | 1.567   | 3,07   |         |
| Укупно гласова                         | Укупно гласова | 51.094  | 100,00 |         |
| Регистровани бирачи/излазност          | Регистровани бирачи/излазност | 106.191 | 48,14% |         |
| Извор: ГИК                             | |         |        |         |

#### Сремски округ
У овом округу локални избори су се одржали у граду Сремској Митровици и општинама Инђија, Ириг, Пећинци, Рума, Стара Пазова и Шид.

##### Град Сремска Митровица
| Назив странке, коалиције или појединца | Назив странке, коалиције или појединца | Гласови | %      | Мандати |
| -------------------------------------- | --- | ------- | ------ | ------- |
|                                        | Александар Вучић–Сремска Митровица сутра (Српска напредна странка, Социјалистичка партија Србије, ПУПС – Солидарност и правда, Српска радикална странка, Савез војвођанских Мађара)            | 20.782  | 61,76  | 39      |
| Група грађана Град за све нас          | Група грађана Град за све нас | 7.278   | 21,63  | 14      |
|                                        | Сремска Митровица против насиља - Ђорђо Ђорђић - Татјана Љубишић - Данијел Ћетојевић (Странка слободе и правде, Народни покрет Србијe, Демократска странка, Удружени синдикати Србије „Слога“) | 2.631   | 7,82   | 5       |
|                                        | Крени-промени | 2.045   | 6,08   | 3       |
|                                        | НАДА за Митровицу (Нова демократска странка Србије, Српски покрет Двери, Покрет обнове Краљевине Србије)                                                                                       | 703     | 2,09   | 0       |
| Група грађана Европска Митровица       | Група грађана Европска Митровица | 210     | 0,62   | 0       |
| Укупно                                 | Укупно | 33.649  | 100,00 | 61      |
|                                        | |         |        |         |
| Важећи листићи                         | Важећи листићи | 33.649  | 97,51  |         |
| Неважећи листићи                       | Неважећи листићи | 859     | 2,49   |         |
| Укупно гласова                         | Укупно гласова | 34.508  | 100,00 |         |
| Регистровани бирачи/излазност          | Регистровани бирачи/излазност | 68.599  | 50,33% |         |
| Извор: ГИК                             | |         |        |         |

##### Стара Пазова
| #                             | Изборна листа                 | Изборна листа                                                                                       | Први на листи                 | Гласови | %      | Мандати |
| ----------------------------- | ----------------------------- | --------------------------------------------------------------------------------------------------- | ----------------------------- | ------- | ------ | ------- |
| 1                             |                               | - Александар Вучић – Пазова сутра - СНС, СПС, СДПС, ПУПС — Солидарност и правда, СРС, ПС, Заветници | Ђорђе Радиновић               | 16.805  | 64,2%  | 38      |
| 2                             |                               | Да се народ пита                                                                                    | Саша Баришић                  | 262     | 1%     | 0       |
| 3                             |                               | - Могуће је... - СРЦЕ, ЗЛФ, НДСС, НПС, ИНО, НЛС, ЕУ                                                 | Милић Радусиновић             | 3.029   | 11,57% | 6       |
| 4                             |                               | За зелену Пазову – Ако не сад, кад – др Дејан Жујовић                                               | Биљана Грубић-Дедијер         | 537     | 2,05%  | 0       |
| 5                             |                               | Покрет обнове Краљевине Србије                                                                      | Дарко Мачкић                  | 534     | 2,04%  | 0       |
| 6                             |                               | Група грађана Покрет Подунавље и Покрет за здраву Пазову                                            | Александра Патенковић         | 1.815   | 6,93%  | 4       |
| 7                             |                               | Бирам борбу против насиља                                                                           | Михаило Рокић                 | 300     | 1,15%  | 0       |
| 8                             |                               | Ми снага народа, проф. др Бранимир Несторовић – Општина Стара Пазова                                | Тоде Војводић                 | 2.266   | 8,66%  | 5       |
| Укупно                        | Укупно                        | Укупно                                                                                              | Укупно                        | 26.175  | 100%   | 53      |
|                               |                               | |                               |         |        |         |
| Важећи листићи                | Важећи листићи                | Важећи листићи                                                                                      | Важећи листићи                | 25.548  | 97,6%  |         |
| Неважећи листићи              | Неважећи листићи              | Неважећи листићи                                                                                    | Неважећи листићи              | 627     | 2,4%   |         |
| Укупно гласова                | Укупно гласова                | Укупно гласова                                                                                      | Укупно гласова                | 26.175  | 100%   |         |
| Регистровани бирачи/излазност | Регистровани бирачи/излазност | Регистровани бирачи/излазност                                                                       | Регистровани бирачи/излазност | 56.114  | 46,65% |         |

### Град Београд
У овом округу локални избори су се одржали у граду Београду и градским општинама Барајево, Вождовац, Врачар, Гроцка, Земун, Звездара, Лазаревац, Младеновац, Нови Београд, Обреновац, Палилула, Раковица, Савски Венац, Сопот, Стари Град, Сурчин и Чукарица.

### Шумадија и западна Србија

#### Колубарски округ
У овом округу локални избори су се одржали у граду Ваљеву.

##### Град Ваљево
| Назив странке, коалиције или појединца | Назив странке, коалиције или појединца | Гласови | %      | Мандати |
| -------------------------------------- | --- | ------- | ------ | ------- |
|                                        | Александар Вучић–Ваљево сутра (Српска напредна странка, Социјалистичка партија Србије, ПУПС — Солидарност и правда, Српска странка Заветници, Српска радикална странка, Здрава Србија, Социјалдемократска партија Србије, Народна сељачка странка, Покрет социјалиста, Српска народна партија) | 20.955  | 56,65  | 30      |
|                                        | Свануће–Уједињено Ваљево може (Зелено-леви фронт, Странка слободе и правде, Нова демократска странка Србије, Ново лице Србије, Народни покрет Србије, Демократска странка) | 12.436  | 33,62  | 17      |
|                                        | Уједињена патриотска опозиција Ваљево (Ми — Снага народа, Покрет обнове Краљевине Србије) | 1.778   | 4,81   | 2       |
|                                        | Европска зелена партија | 737     | 1,99   | 1       |
|                                        | Руска странка | 723     | 1,95   | 1       |
|                                        | Каснимо! (Народна странка, Српски покрет Двери) | 359     | 0,97   | 0       |
| Укупно                                 | Укупно | 36.988  | 100,00 | 51      |
|                                        | |         |        |         |
| Важећи листићи                         | Важећи листићи | 36.988  | 97,64  |         |
| Неважећи листићи                       | Неважећи листићи | 894     | 2,36   |         |
| Укупно гласова                         | Укупно гласова | 37.882  | 100,00 |         |
| Регистровани бирачи/излазност          | Регистровани бирачи/излазност | 74.875  | 50,61% |         |
| Извор: ГИК                             | |         |        |         |

#### Шумадијски округ
У овом округу локални избори су се одржали у општини Аранђеловац.

#### Поморавски округ
У овом округу локални избори су се одржали у граду Јагодини и општини Свилајнац.

##### Град Јагодина
| Назив странке, коалиције или појединца | Назив странке, коалиције или појединца | Гласови | %      | Мандати |
| -------------------------------------- | --- | ------- | ------ | ------- |
|                                        | Јединствена Србија, Социјалистичка партија Србије | 16.804  | 58,64  | 13      |
|                                        | Александар Вучић–Јагодина сутра (Српска напредна странка, Социјалдемократска партија Србије, Српска странка Заветници, ПУПС — Солидарност и правда, Српска радикална странка)                    | 7.517   | 26,23  | 6       |
|                                        | Маја Радојичић–Јагодина заслужује боље (Народни покрет Србије, Демократска странка, Социјалдемократска странка, Покрет слободних грађана, Еколошки устанак – Ћута, Група грађана Право на избор) | 1.928   | 6,73   | 1       |
|                                        | Ми — Снага народа | 1.200   | 4,19   | 1       |
|                                        | Душан Марковић–Ми се питамо! Дела, а не речи! (Бунт - Права Србија, Српски покрет Двери, Ратни ветерани за Србију, Народна странка, Ново лице Србије, Равногорски покрет, Напредна Јагодина)     | 805     | 2,81   | 0       |
| Група грађана Време је за промене      | Група грађана Време је за промене | 403     | 1,41   | 0       |
| Укупно                                 | Укупно | 28.657  | 100,00 | 21      |
|                                        | |         |        |         |
| Важећи листићи                         | Важећи листићи | 28.657  | 97,13  |         |
| Неважећи листићи                       | Неважећи листићи | 844     | 2,87   |         |
| Укупно гласова                         | Укупно гласова | 29.503  | 100,00 |         |
| Регистровани бирачи/излазност          | Регистровани бирачи/излазност | 63.654  | 46,35  |         |
| Извор: ГИК                             | |         |        |         |

#### Рашки округ
У овом округу локални избори су се одржали у општинама Врњачка Бања, Рашка и Тутин.

#### Моравички округ
У овом округу локални избори су се одржали у граду Чачку и општинама Горњи Милановац и Ивањица.

##### Град Чачак
| Назив странке, коалиције или појединца   | Назив странке, коалиције или појединца | Гласови | %      | Мандати |
| ---------------------------------------- | --- | ------- | ------ | ------- |
|                                          | Александар Вучић–Чачак сутра (Српска напредна странка, Социјалистичка партија Србије, ПУПС — Солидарност и правда, Здрава Србија, Јединствена Србија, Српска радикална странка, Покрет социјалиста, Српска народна партија, Српска странка Заветници) | 23.142  | 51,35  | 40      |
| Група грађана Иван Ћаловић–Истина и част | Група грађана Иван Ћаловић–Истина и част | 6.932   | 15,38  | 12      |
| Група грађана Пробудимо Чачак            | Група грађана Пробудимо Чачак | 6.153   | 13,65  | 10      |
|                                          | Сви за Чачак (Народна странка, Нова Србија, Покрет пољопривредника Србије, Покрет обнове Краљевине Србије) | 2.885   | 6,40   | 4       |
|                                          | Чачак против насиља и Нови ДСС (Народни покрет Србије, Демократска странка, Србија центар, Нова демократска странка Србије, Ново лице Србије) | 2.827   | 6,27   | 4       |
|                                          | Српски покрет Двери | 2.636   | 5,85   | 4       |
|                                          | Руска странка | 488     | 1,08   | 1       |
| Укупно                                   | Укупно | 45.063  | 100,00 | 75      |
|                                          | |         |        |         |
| Важећи листићи                           | Важећи листићи | 45.063  | 97,85  |         |
| Неважећи листићи                         | Неважећи листићи | 988     | 2,15   |         |
| Укупно гласова                           | Укупно гласова | 46.051  | 100,00 |         |
| Регистровани бирачи/излазност            | Регистровани бирачи/излазност | 94.167  | 48,90% |         |
| Извор: ГИК                               | |         |        |         |

#### Златиборски округ
У овом округу локални избори су се одржали у граду Ужицу и општинама Ариље, Нова Варош, Сјеница и Чајетина.

##### Град Ужице
| Назив странке, коалиције или појединца               | Назив странке, коалиције или појединца | Гласови | %      | Мандати |
| ---------------------------------------------------- | --- | ------- | ------ | ------- |
|                                                      | Александар Вучић–Ужице сутра (Српска напредна странка, Социјалистичка партија Србије, Социјалдемократска партија Србије, ПУПС — Солидарност и правда, Јединствена Србија, Српска радикална странка, Српска народна партија, Српска странка Заветници) | 14.127  | 46,38  | 33      |
| Група грађана Слога Ужице                            | Група грађана Слога Ужице | 4.524   | 14,85  | 10      |
|                                                      | Ужички демократски фронт–др Жељко Бацотић (Србија центар, Демократска странка) | 3.445   | 11,31  | 8       |
| Група грађана Ужичка одбрамбена лига - Ужичка акција | Група грађана Ужичка одбрамбена лига - Ужичка акција | 2.599   | 8,53   | 6       |
|                                                      | Здрава Србија | 2.056   | 6,75   | 4       |
|                                                      | Бирамо борбу, бирамо Ужице (Зелено-леви фронт, Народни покрет Србије) | 1.754   | 5,76   | 4       |
|                                                      | За ново Ужице (Нова демократска странка Србије, Ново лице Србије) | 1.172   | 3,85   | 2       |
|                                                      | Ивана Парлић–Најбоље за Ужице (Српски покрет Двери, Народна странка, Покрет обнове Краљевине Србије) | 780     | 2,56   | 0       |
| Укупно                                               | Укупно | 30.457  | 100,00 | 67      |
|                                                      | |         |        |         |
| Важећи листићи                                       | Важећи листићи | 30.457  | 98,10  |         |
| Неважећи листићи                                     | Неважећи листићи | 591     | 1,90   |         |
| Укупно гласова                                       | Укупно гласова | 31.048  | 100,00 |         |
| Регистровани бирачи/излазност                        | Регистровани бирачи/излазност | 63.393  | 48,98% |         |
| Извор: ГИК                                           | |         |        |         |

### Јужна и источна Србија

#### Браничевски округ
У овом округу локални избори су се одржали у граду Пожаревцу и градској општини Костолац.

##### Град Пожаревац
| Назив странке, коалиције или појединца | Назив странке, коалиције или појединца | Гласови | %      | Мандати |
| -------------------------------------- | --- | ------- | ------ | ------- |
|                                        | Александар Вучић–Пожаревац сутра (Српска напредна странка, Социјалистичка партија Србије, Социјалдемократска партија Србије, ПУПС — Солидарност и правда, Српска радикална странка, Покрет социјалиста, Српска странка Заветници) | 20.506  | 66,19  | 47      |
|                                        | Бирам борбу–Пожаревац (Народни покрет Србије, Демократска странка, Народна странка) | 3.725   | 12,02  | 8       |
| Група грађана Искорак                  | Група грађана Искорак | 2.007   | 6,48   | 4       |
|                                        | Влашка странка | 1.283   | 4,14   | 3       |
| Група грађана Ми — Глас народа         | Група грађана Ми — Глас народа | 1.188   | 3,83   | 2       |
|                                        | Покрет обнове Краљевине Србије | 1.161   | 3,75   | 2       |
|                                        | Доста је било, Српски покрет Двери | 1.111   | 3,59   | 2       |
| Укупно                                 | Укупно | 30.981  | 100,00 | 68      |
|                                        | |         |        |         |
| Важећи листићи                         | Важећи листићи | 30.981  | 97,16  |         |
| Неважећи листићи                       | Неважећи листићи | 906     | 2,84   |         |
| Укупно гласова                         | Укупно гласова | 31.887  | 100,00 |         |
| Регистровани бирачи/излазност          | Регистровани бирачи/излазност | 68.273  | 46,71% |         |
| Извор: ГИК                             | |         |        |         |

#### Зајечарски округ
У овом округу локални избори су се одржали у општини Бољевац.

#### Нишавски округ
У овом округу локални избори су се одржали у граду Нишу, градским општинама Медијана, Нишка Бања, Палилула, Пантелеј и Црвени Крст и општинама Алексинац и Сврљиг.

#### Пчињски округ
У овом округу локални избори су се одржали у општинама Босилеград, Бујановац, Прешево и Сурдулица.